# Steinfeld (Putlitz)
Steinfeld ist ein Wohnplatz der Stadt Putlitz des Amtes Putlitz-Berge im Landkreis Prignitz in Brandenburg.

## Geographie
Der Ort liegt einen Kilometer westlich von Sagast und sechs Kilometer westnordwestlich von Putlitz. Die Nachbarorte sind Griebow im Norden, Mentin Ausbau und Krumbeck im Nordosten, Sagast im Osten, Karlshof im Südosten, Burow Ausbau im Süden, Hülsebeck im Südwesten, Neu Sagast im Westen sowie Griebow-Mühle im Nordwesten.